# Nationale Medizinische Danylo-Halyzkyj-Universität Lwiw
Koordinaten: 49° 50′ 6″ N, 24° 2′ 51″ O
Die Nationale Medizinische Danylo-Halyzkyj-Universität Lwiw (ukrainisch Львівський Національний університет імені Данила Галицького, latein Universitatis Medicinalis Leopoliensis) ist eine der größten und ältesten medizinischen Hochschulen in der Ukraine. Sie bildet Fachkräfte in Medizin, Pädiatrie, Krankheitsprävention, Zahnmedizin und Pharmazie aus.
Nach der internationalen Datenbank Scopus steht die Universität an zweiter Stelle unter den medizinischen Universitäten der Ukraine.

## Geschichte
Im Königreich Galizien und Lodomerien gegründet, gehörte die Universität über 134 Jahre zu Österreich. Der Ausgang des Ersten Weltkriegs brachte sie 1918 in die Westukrainische Volksrepublik, der sie durch den Polnisch-Ukrainischen Krieg verloren ging. Nach 21 Jahren in der Zweiten Polnischen Republik kam sie 1939 unter die Sowjetische Besetzung Ostpolens und 1941 unter deutsche Besetzung im Generalgouvernement. Sie unterstand ab 1945 der Sowjetunion und kam mit deren Auflösung 1991 zur Ukraine.
Die Universität ist nach Daniel Romanowitsch von Galizien benannt. Ihre  Geschichte reicht bis 1661 zurück; allerdings wurde eine medizinische Fakultät erst 1773 gebildet. 1784 gab es an der Universität vier Fakultäten : Theologie, Recht, Philosophie und Medizin. Zwischen 1891 und 1898 kamen Pathologie, Chemie, Gynäkologie und Geburtshilfe (1897/98 organisierte A. I. Mars die erste Klinik für Frauenkrankheiten dort), Chirurgie, Innere Medizin, Dermatologie, HNO-Heilkunde und andere hinzu. 1894 wurde das Hauptgebäude in Lytschakiw errichtet. Nach der Sowjetischen Besetzung Ostpolens wurde die Westukraine 1939 der Sowjetunion einverleibt. Die Medizinische Fakultät wurde aus der Lemberger Universität ausgegliedert und als Medizinisches Institut Lwiw mit zwei Fakultäten reorganisiert. Seither existiert die Hochschule als eine selbständige medizinische Hochschule.
Heute zählt die Universität 75 Abteilungen (darunter 47 klinische und 19 für höhere Bildungseinrichtungen der Ukraine), 14 Gebäude, ein Zahnärztezentrum, einen botanischen Garten, ein Labor des Forschungszentrums für die Prüfung neuer Krebsmedikamente, eine Forschungsbibliothek, 4 Museen und 35 Amateurgruppen. 1996 erhielt das Medizinische Institut Lwiw die höchste Akkreditierungsstufe und seinen heutigen Namen erhalten. 2003 wurde die Medizinische Universität Lwiw zur Nationalen Universität erklärt.

## Struktur

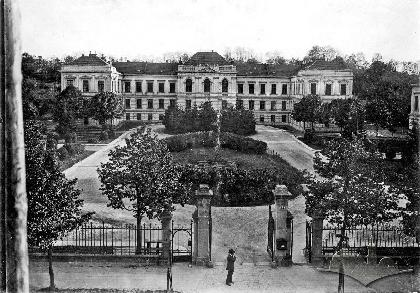
Hauptgebäude der Medizinischen Universität Lemberg aus 1894

Zurzeit hat die Universität fünf Fakultäten und eine Abteilung:
- Medizinische Fakultät №1
- Medizinische Fakultät №2
- Fakultät für Zahnmedizin
- Fakultät für Pharmazie
- Fakultät für Nachdiplomstudium
- Abteilung für ausländische Studierende